# Hem A
Hem A (haem A) je hem, koordinacioni kompleks koji se sastoji od makrocikličnog liganda porfirina, koji helira atom gvožđa. Hem je biomolekul koji prirodno formiraju mnogi organizmi.

## Odnos sa drubim Hemovima
Hem A se razlikujue od hema B po tome što je metil bočni lanac prstena u poziciji 8 oksidovan do formil grupe i hidroksietilfarnezilne grupa, izoprenoidni lanac, je vezan za vinilni bočni lanac u poziciji 2 tetrapirolnog hema. Hem A je sličan sa hemom o, po tome što oba imaju taj farnezilni dodatak u poziciji 2, mada hem O nema formil grupu u poziciji 8. Korektna struktura hema A, bazirana na NMR i IR eksperimentima sa redukovanom Fe(II) formom, je objavljena 1975.